# Roald Amundsen (futebolista)
Roald Amundsen (Mjøndalen, 18 de setembro de 1913 - 29 de março de 1985) foi um futebolista norueguês.

## Carreira
Roald Amundsen fez parte do elenco da Seleção Norueguesa de Futebol, na Copa do Mundo de 1938.

## Ligações Externas
- Perfil em Fifa.com (em inglês)